# 4452 Ullacharles
4452 Ullacharles este un asteroid din centura principală, descoperit pe 7 septembrie 1988 de Poul Jensen.